# Souterrain von Carrickananny
Das Souterrain von Carrickananny ist eines der wenigen zugänglichen Souterrains im County Armagh in Nordirland. Es liegt im Townland Carrickananny (irisch Carraig an Eanaigh), südlich von Whitecross, westlich von Newry. Bei den Souterrains wird grundsätzlich zwischen „rock-cut“, „earth-cut“, „stone built“ und „mixed“ Souterrains unterschieden.
Das (stone-built) Souterrain von Carrickananny liegt auf einem abfallenden Grundstück in der Nähe einer Feldgrenze und wird durch einen kurzen ungedeckten Bereich, über einen Schutthaufen betreten, der vom zusammengebrochenen Dach stammt. Es wird grundsätzlich zwischen „rock-cut“, „earth-cut“, „stone built“ und „mixed“ Souterrains unterschieden. Der Gang des Souterrains ist etwa 15 m lang, bevor er blockiert wird. Es ist jedoch erkennbar, dass er kurz hinter dem Zusammenbruch weitergeht. Der Gang wird von zwei ansteigenden nur zu durchkriechenden Schlufen in drei Abschnitte unterteilt. Zwischen den Schlupfen geht links ein kurzer Gang ab, der zu einer ovalen Seitenkammer von etwa 3,0 m Länge führt. Dieser Bereich verfügt über einen Luftschacht sowie ein Guckloch, durch das der Hauptgang zu beobachten ist. Einer der Stürze im Seitengang ist gebrochen.